# 치브차어
치브차어(Chibcha) 또는 무이스카어(Muisca, Muysca [ˈmʷɨska])는 아메리카 원주민 문화 중 하나인 무이스카 연맹을 이루던 무이스카인들이 사용하던 언어이다. 언어학적으로 치브차어족이라는 더 큰 분류에 속한다. 이들은 오늘날의 콜롬비아 영토 중부의 산악 지역인 쿤디보야카 고원(Altiplano Cundiboyacense)에 살았다. 자기이름인 Muysc cubun ([mʷɨsk kuβun])에서 muysca는 "사람", cubun은 "말"을 의미한다. 17~18세기에 이미 사멸하였으나 무이스카인들은 여전히 민족 정체성을 유지하고 있으며 언어 부활 운동도 있다.
17세기 초에 기록된 7개의 문서가 이 언어에 대한 신뢰성 있는 기록들로 여겨진다.

## 같이 보기
- 무이스카인
- 두이트어